# 合和里
合和里為高雄市美濃區屬下的行政區劃。根據截至2024年9月（民國113年9月）的統計，該里有19鄰，1132戶，2597人。

## 歷史
台灣日治初期，現今合和里範圍為一街庄，稱為「中坛庄」（舊制街庄），隸屬於港西上里。
1901年（日治明治三十四年）11月11日，全台廢縣廳改設二十廳，該庄隸屬於阿猴廳。1904年（明治三十七年）4月1日，該庄改隸屬於蕃薯藔廳。1909年（明治四十二年）10月25日，全台合併二十廳為十二廳，該庄改隸屬於阿緱廳。1920年（大正九年）10月1日，全台地方制度大改正，廢十二廳改設五州二廳，該庄改制為「中」大字，隸屬於高雄州旗山郡美濃庄（新制街庄）。1943年（昭和十八年）10月1日，美濃庄升格為美濃街。
1945年中華民國接收臺灣後美濃街改制為美濃鎮，隸屬於高雄縣，大字亦改制為里。1950年（民國39年）10月1日，高、屏分治，美濃鎮仍隸屬於高雄縣。2010年（民國99年）12月25日，高雄縣、市合併為直轄高雄市，美濃鎮改制為美濃區。

## 外部連結
- 高雄市里政資訊網 （页面存档备份，存于）